# 戴扈傑

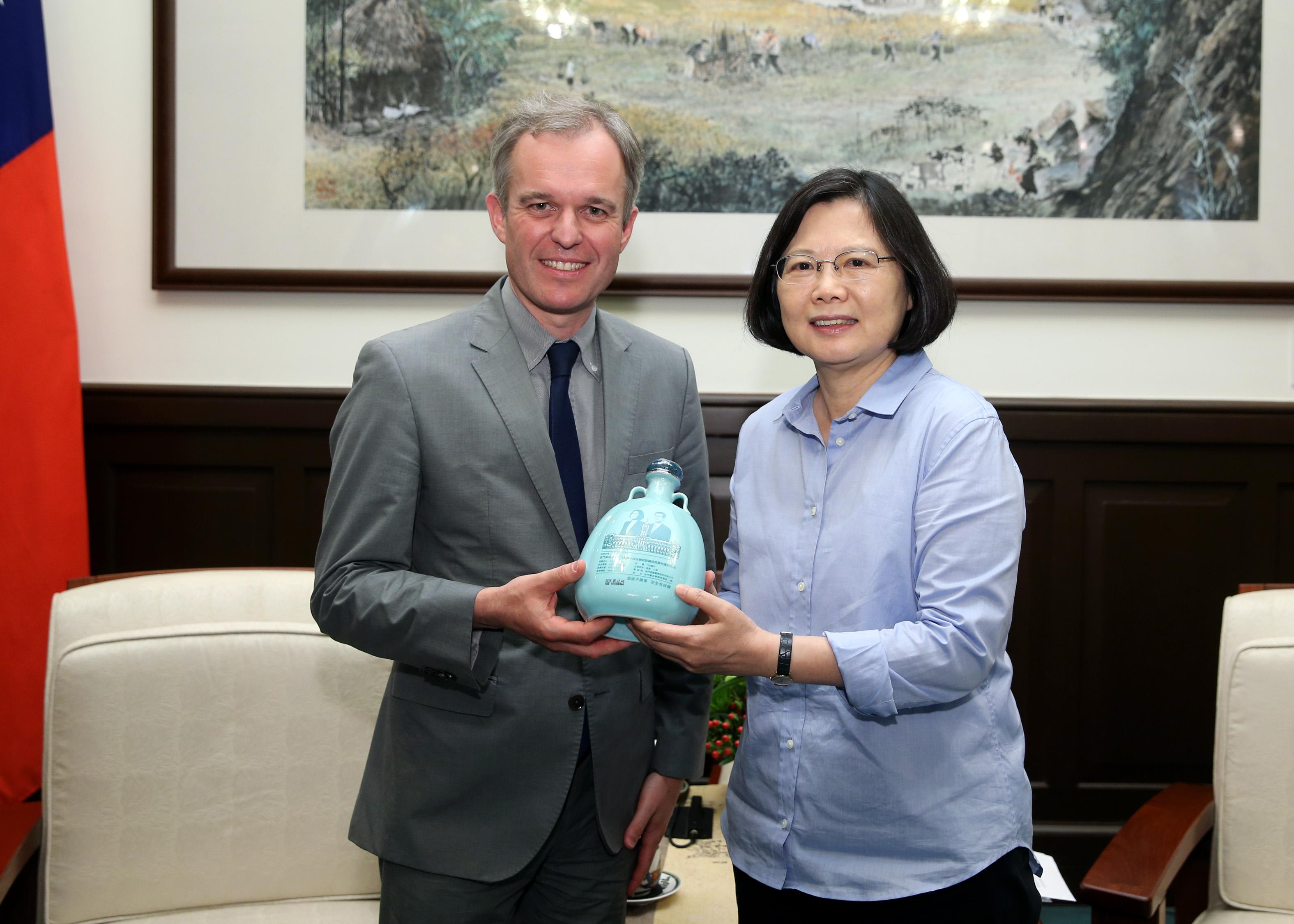
2016年，蔡英文總統接見法國國民議會戴扈傑副議長訪問團。

弗朗索瓦·亨利·古莱·德吕吉（法語：François Henri Goullet de Rugy，發音：[fʁɑ̃swa ɑ̃ʁi ɡulɛ də ʁyʒi]；1973年12月6日—）是法国政治人物，曾于2017年至2018年担任国民议会主席，并于2018年至2019年担任法国生态部部长。戴扈傑也是法台议会友好小组的主席。

## 荣誉

### 外国勋章奖章
- 二等国会外交荣誉奖章（中华民国立法院，2021年12月17日于台北颁发[5]）